# Богд-Хан-Уул

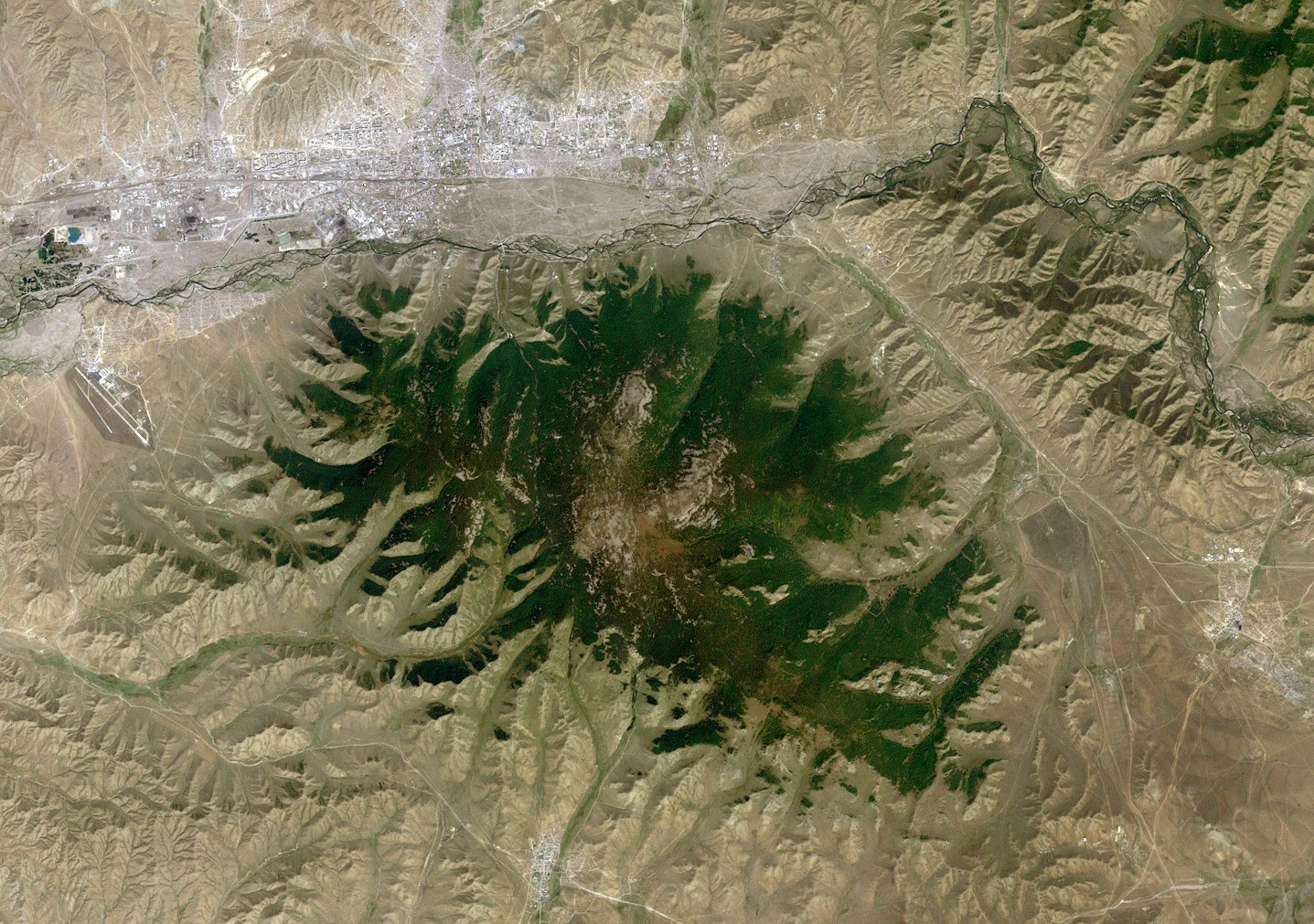
Богд-Хан-Уул в центрі супутникової світлини, Улан-Батор в північно-західному куті зображення, річка Туул розділяє гору і місто, столиця Центрального аймаку р. Зуунмод видно на південь від гори, район-супутник столиці Налайха видно на схід від гори, Аеропорт Улан-Батора розташований на захід від гори. Світлина LandSat-7 31 серпня 2001

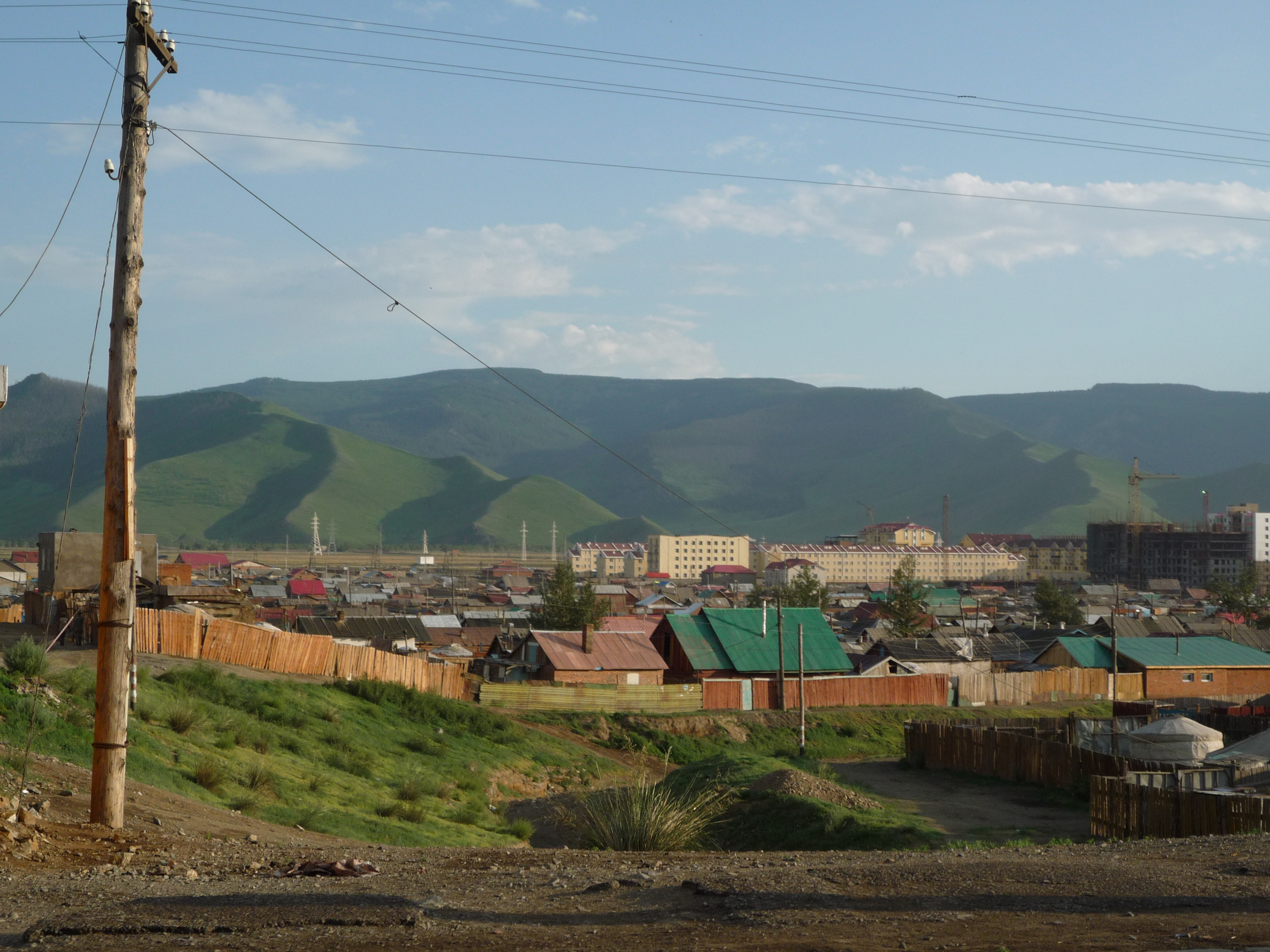
Вид на північний тайговий схил східної, найвищої частини гори з Улан-Батора

Богд-Хан-Уул (монг. Богдо хан Уул; застар.Богдо-Хан-Ула, Богдо-Ула, Чойбалсан-Ула) — гора у Монголії, яка з півдня примикає до міста Улан-Батора, перебуває в його адміністративних межах. Висота гори — 2256,3 м.
Богд-Хан-Уул є крайнім південним закінченням гірського масиву Хентей, а також останнім південним масивом тайги. Далі на південь на 700 км немає жодного лісу аж до долини річки Хуанхе у Китаї.
Богд-Хан-Уул має дві основні вершини: східна має назву Цесі-Гун-Уул (2256,3 м), західна — Дзуун-Шіреет-Уул (2122,0 м). Основна частина Богд-Хан-Уулу вкрита хвойним лісом, переважно заростями модрини.
З півночі біля підніжжя Богд-Хан-Уула протікає річка Туул-гол, за якою розкинулась основна частина Улан-Батора. Поблизу гірського масиву розташований головний аеропорт країни, названий на честь Чингізхана. На південь від Улан-Батора, біля підніжжя гірського хребта розташована столиця центрального аймаку Зуунмод.

## Історія
Згідно монгольським переказами, у 1225–1226 роках поблизу гори Богд-Хан-Уул провів зиму Чингісхан, накопичуючи сили перед  походом на тангутів. Як вважається, саме у цей період він заборонив на горі вирубування лісу та полювання, тобто, фактично, зробив її своєрідним заповідником; тут же заховав свою зброю, обладунки та одяг.
У монгольському ламаїзмі Богд-Хан-Уул вважається священною горою, а тому значних масштабів набуло паломництво до гірського масиву. На відрогах масиву були розташовані численні ламаїстські монастирі, в тому числі найвідоміший — Мандзушір-Шійд. Підйом на гору був суворо заборонений. Цим у 1921 році скористався барон фон Унгерн-Штернберг, який перед атакою на окуповану китайською армією  Ургу (стара назва Улан-Батора) хотів звільнити затриманого китайцями лідера монголів — Богд-Хана. Коли Богд-Хан був схоплений біля підніжжя масиву Богд-Уул, фон Унгерн напав на китайців з боку гори, що стало для них повною несподіванкою.
Після окупації Монголії більшовиками в середині 1921 року, гора поступово втратила свій ореол священної, але залишалася недоступною через створення у 1957 році заповідника площею 416,5 км². Водночас, у долинах нижньої частини північних відрогів масиву стали з'являтися вілли представників влади Монголії.
Після смерті лідера Монголії Х. Чойбалсана у 1952 році гірський масив був названий його ім'ям. Однак, ця назва проіснувала тільки до часу засудження культу особи Чойбалсана у 1962 році, після чого йому було повернуто колишню назву.

## Світова спадщина
Гора Богд-Хан-Уул, поряд з двома іншими священними горами — Бурхан-Халдун і Відгін-Тенгер — стала кандидатом до списку  всесвітньої спадщини ЮНЕСКО  6 серпня 1996. Гірською породою, яка формує північні відроги гір, є темно-сірий вапняковий пісковик та аналогічного кольору кварцово-глинисті сланці. Вище у горах залягає білий або жовтуватий дрібнозернистий біотитовий граніт, який формує увесь хребет.